# Verticiella
Verticiella es una género de bacterias gramnegativas de la familia Alcaligenaceae. Actualmente contiene una sola especie descrita: Verticiella sediminum. Fue descrita en el año 2016. Su etimología hace referencia a vórtice. El nombre de la especie hace referencia a sedimento. Conocida anteriormente como Achromobacter sediminum, y posteriormente se reclasificó como Verticia sediminum, pero se modificó por coincidencia con otro género. Es anaerobia facultativa y móvil por flagelo subpolar o lateral. Tiene un tamaño de 0,2-0,3 μm de ancho por 0,8-1,2 μm de largo. Forma colonias de color cremoso, circulares, convexas, opacas y con márgenes enteros en agar NA tras 3 días de incubación. Temperatura de crecimiento entre 4-42 °C, óptima de 28 °C. Catalasa y oxidasa positivas. Tiene un contenido de G+C de 66,5%. Se ha aislado de sedimentos marinos en el Océano Pacífico sur. 